# PSPP
PSPP 또는 GNU PSPP는 샘플 데이터 분석 및 통계(Statistics)를 위한 무료 및 공개 소프트웨어 애플리케이션으로  IBM SPSS와 대부분 호환된다. 그래픽 사용자 인터페이스(GUI)와 기존 명령줄(command line) 인터페이스가 있다. C로 작성했으며 수학 루틴을 위해 GNU 과학 라이브러리(GNU Scientific Library)를 사용한다. PSPP라는 이름에서 공식적인 PP 두문자 확장에대한 언급이 없다. GNU-PSPP로도 부른다.
안정화 버전은 2017년 8월 20일 공개했다. 2024년 3월 21일 2.0.1을 발표했다.

## 데이타 코딩
데이타 코딩(data coding)을 위해 직접 데이터 입력(input)이외에도 마이크로소프트 엑셀이나 리브레오피스 같은 스프레드시트 파일, SPSS 파일(확장자 *.sav)등의 불러오기(import)가 가능하다. 또한 텍스트 파일을 기본으로 지원하여 CSV 파일, 데이터베이스 텍스트 파일과 호환되며 HTML 및 펄(perl), 파이썬(python)같은 스크립트 언어와 호환성 및 확장성도 우수하다.

## 버전 릴리즈
버전별 릴리즈(Release) 년도는 다음과 같다.

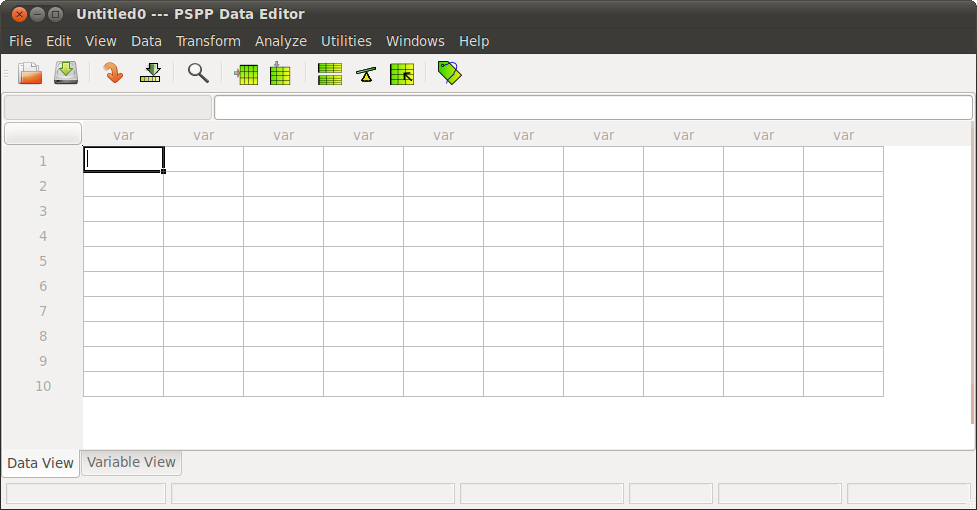
리눅스 우분투환경에서의 PSPP 0.7.9 (데이타뷰)

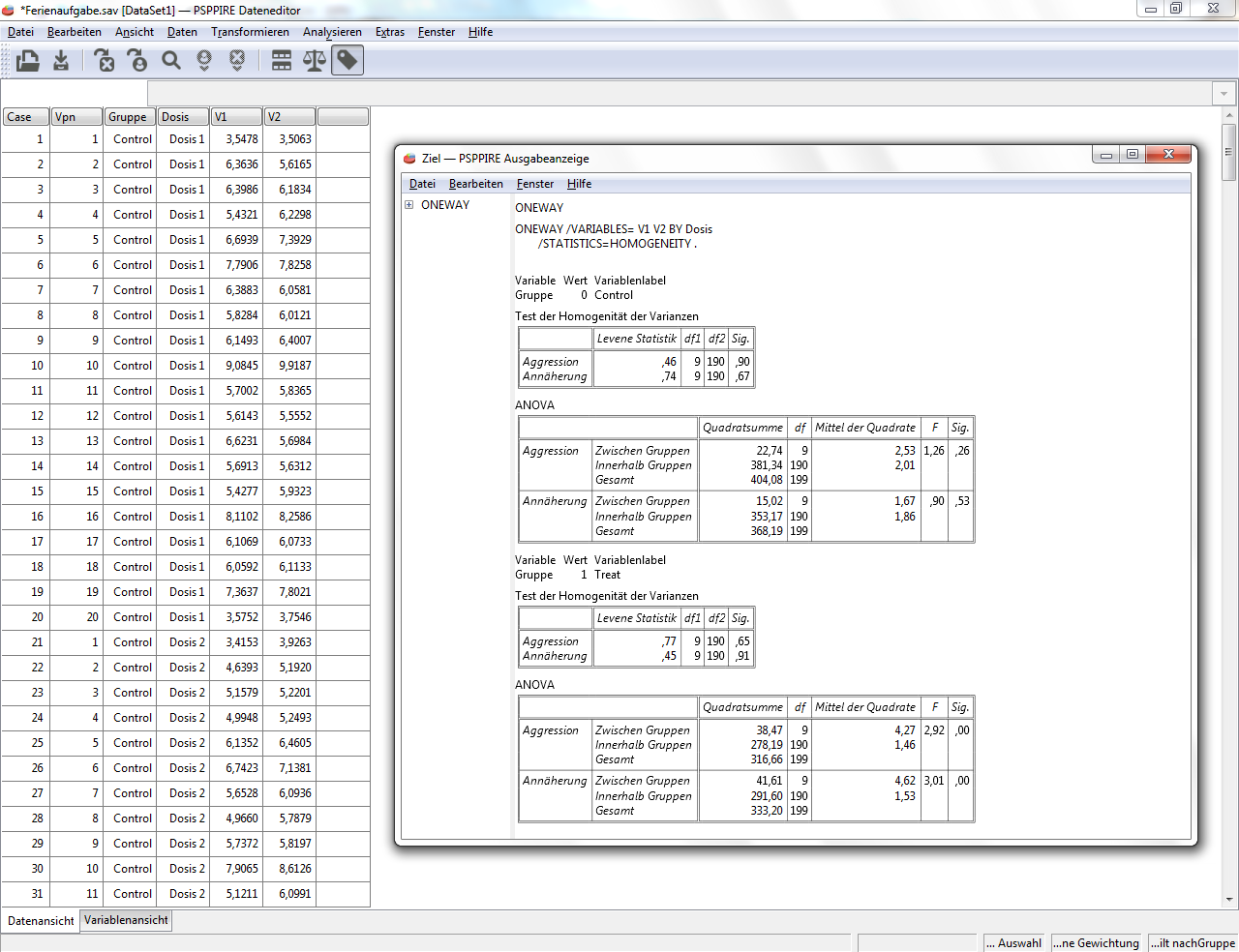
PSPP 0.8.3 (Windows 7)

| 버전    | 릴리즈          |
| ------- | --------------- |
| 2.0.1   | 2024년 3월 21일 |
| 1.4.1   | 2020년 9월 5일  |
| 1.2.0   | 2018년 11월 6일 |
| 1.0.1   | 2017년 8월 27일 |
| 1.0.0   | 2017년 8월 20일 |
| 0.11.0  | 2017년 8월      |
| 0.10.2  | 2016년 7월      |
| 0.10.1  | 2016년 4월      |
| 0.10.0  | 2016년 3월      |
| 0.8.5   | 2015년 6월      |
| 0.8.4   | 2014년 9월      |
| 0.8.3   | 2014년 4월      |
| 0.8.2   | 2014년 1월      |
| 0.8.1   | 2013년 9월      |
| 0.8.0   | 2013년 7월      |
| 0.7.11  | 2013년 7월      |
| 0.7.10  | 2013년 3월      |
| 0.7.9   | 2012년 2월      |
| 0.7.8   | 2011년 5월      |
| 0.7.7   | 2011년 3월      |
| 0.7.6   | 2010년 10월     |
| 0.7.5   | 2010년 3월      |
| 0.7.4   | 2010년 2월      |
| 0.6.2   | 2009년 10월     |
| 0.6.1   | 2008년 10월     |
| 0.6.0   | 2008년 6월      |
| 0.4.0.1 | 2007년 8월      |
| 0.4.0   | 2005년 8월      |
| 0.3.0   | 2004년 4월      |
| 0.2.4   | 2000년 1월      |
| 0.1.0   | 1998년 8월      |

## 터미널 모드
|                                        |
| 명령줄인터페이스를 지원하는 터미널모드 |

### 사용 예
터미널모드에서의 사용 예
Input
```
PSPP> get file='/usr/localshare/pspp/examples/physiology.sav'
PSPP> desciptives sex,weight,height
```

Output
```
DESCRIPTIVES.  Valid cases = 40; cases with missing value(s) = 0
+--------#--+-------+-------+-------+-------+
|Variable# N|  Mean |Std Dev|Minimum|Maximum|
#========#==#=======#=======#=======#=======#
|sex     #40|    .45|    .50|    .00|   1.00|
|height  #40|1677.12| 262.87| 179.00|1903.00|
|weight  #40|  72.12|  26.70| -55.60|  92.07|
+--------#--+-------+-------+-------+-------+
```

## 공식사이트
GNU PSPP는 GNU/리눅스 프로젝트로 관리하며 메뉴얼은 HTML,pdf,텍스트파일등으로 제공한다.
우분투 소프트웨어에서도 공식 지원한다. 명령줄 설치시 및 실행 프로그램명은 'PSPP'이다
> pspp --help
한편 조지아 사우스웨스턴 주립대학교(Georgia Southwestern State University)의 게리 피스크(Gary Fisk, Ph.D.) 심리학 교수가 제공하는 PSPP 웹 입문서는 일반적인 논문 통계의 이해 및 연구논문 기술에서 기초적이고 실용적으로 활용할 수 있다는 점에서 매우 유용하다.

## 주요 분석기법
가설검증을 위한 주요 분석으로는 평균(mean) 과 표준편차(SD)를 기반으로 기술통계의 빈도분석, 추론통계에서 독립된 두집단의 T 테스트, 샘플(피험자)간 설계 또는 샘플내 설게(반복측정,repeated measure) 및 이들의 혼합설계(mixed design)에 사용되는 분산분석(ANOVA)과 GLM등의 syntax(명령어 문법) , 회귀분석등이 제공된다. 또한 k-평균 알고리즘(K-means clustering algorithm), 카이제곱 테스트(chi-squared test), 이항검정(binomial test), 런 테스트(Wald–Wolfowitz runs test ), ROC 곡선(ROC curve,Receiver Operating Characteristic curve) 분석 기능을 제공한다.

## 다중비교
PSPP(또는 GNU PSPP)는 샘플 데이터 분석 및 통계(Statistics)를 실시할 때 연관된 기술통계 및 사전 검증,사후검증등 다중비교를 동시에 실시해 요약표로 제시한다는 점에서 실측으로도 가능한 복잡하고 절차적인 통계분석의 가설검증을  보다 효과적이고 체계적으로 구현해준다는 점에서 매우 효과적이다.

## 같이 보기
- R
- jamovi
- JASP